# 新石碑河
新石碑河，位于中华人民共和国河北省黄骅市中部，是沧州市东部地区重要的季节性排水河道，因开挖时利用了部分石碑河故道，故名。新石碑河起自黄骅市西部滕庄子镇大浪白村西，大体沿南排河右侧，先向东北流至留老人村后转东流，流经黄骅市区北郊、沧州渤海新区等地区，于南排河镇赵家堡村以北注入渤海。河长52千米，设计流量70.2立方米每秒，汇流面积523.5平方千米，年最大入海量1700万立方米（1995年）。